# Länsväg 166
De Zweedse weg 166 (Zweeds: Länsväg 166) is een provinciale weg in de provincie Västra Götalands län in Zweden en is circa 61 kilometer lang.

## Plaatsen langs de weg
- Mellerud
- Dals Rostock
- Bäckefors
- Ed

## Knooppunten
- E45 bij Mellerud (begin)
- Länsväg 172: gezamenlijk tracé, bij Bäckefors
- Länsväg 164: gezamenlijk tracé, bij Ed
- Noorse grens, weg vervolgt als Fylkesvei 101